# Кораблёв, Александр Александрович
Алекса́ндр Алекса́ндрович Кораблёв (31 августа 1956, г. Константиновка, Донецкая область, СССР) — филолог, литературный критик, писатель, поэт, редактор, педагог. Руководитель литературных объединений «Логос» (1983-1991) и «Сквозняк» (1995-1996) в Горловке и Вольного филологического общества (с 1992) в Донецке. Редактор литературных журналов «Родомысл» (2000-2001), «Дикое поле» (2002-2011).

## Биография
В 1973 году после окончания средней школы № 5 Донецка работал слесарем на заводе «Автостекло» в родном городе Константиновка Донецкой области.
В 1974-1979 гг. учился на филологическом факультете Донецкого государственного университета.
В 1979-1982 гг. работал учителем русского языка и литературы в селе Кривая Лука Краснолиманского района Донецкой области.
В 1982-1991 гг. работал преподавателем русского языка и литературы в Горловском государственном педагогическом институте иностранных языков.
В 1990 г. защитил кандидатскую диссертацию на тему «Ученичество как принцип читательского восприятия (на материале романа М. А. Булгакова „Мастер и Маргарита“)» (научный руководитель — М. М. Гиршман).
С 1991 года работает в Донецком государственном университете (с 2000 г. переименован в Донецкий национальный университет) в должности старшего преподавателя (с 1991 г.), доцента (с 1993 г.), профессора (с 2007 г.), заведующего кафедрой теории литературы и художественной культуры (2005-2015).
В 2004 году защитил докторскую диссертацию на тему «Русская художественная литература как источник филологического знания» (научный консультант — М. М. Гиршман).

## Книги

### Научные издания
- Донецкая филологическая школа. Опыт полифонического осмысления. — Донецк, 1997. — 176 с.
- Донецкая филологическая школа: Пушкинский выпуск. — Вып.2. — Донецк, 1999. — 139 с.
- Донецкая филологическая школа: Традиции и рефлексии. — Вып.3. — Донецк, 2000. — 265 с.
- Поэтика словесного творчества: Системология целостности. — Донецк: ДонНУ, 2001. — 224 с.
- Донецкая филологическая школа: Контакты и контексты. — Горловка: ГГПИИЯ, 2006. — 252 с.
- Донецкая филологическая школа: Библиографический указатель (1966—2006). — Донецк: ДонНУ, 2006. — 111 с. (Соавтор — Л. Е. Клименко).
- Донецкая филологическая школа: Ретроспекции. — Горловка: ГГПИИЯ, 2007. — 292 с.
- Поэты и поэзия Бронзового века: Контуры русской поэзии второй половины ХХ столетия. — Горловка: ГГПИИЯ, 2007. — 260 с. (Соавтор — Н. А. Ольховая).
- Теоретические основы интертекстуального анализа: Учебно-методическое пособие к спецкурсу. — Горловка: ГГПИИЯ, 2007. — 38 с. (Соавтор — Н. В. Кораблева).
- Пределы филологии. — Новосибирск: Издательство СО РАН, 2008. — 261 с.
- Тезаурус идей и понятий Донецкой филологической школы: Учебное пособие. — Донецк: ДонНУ, 2012. — 331 с.

### Донецкая литературная школа
- Савенков А. Скудное время / Ред. А. Кораблев. — Донецк: Точка опоры, 2003. — 52 с.
- Борисов И. Смена времен / Ред. А. Кораблев. — Донецк: Точка опоры, 2003. — 52 с.
- Гефтер В. Колея / Ред. А. Кораблев. — Донецк: Точка опоры, 2004. — 64 с.
- Завгородний В. Разбег / Ред. А. Кораблев. — Донецк: Точка опоры, 2004. — 76 с.
- Хаткина Н. Стихи / Ред. А. Кораблев. — Донецк: Точка опоры, 2004. — 194 с.
- Куралех С. Стихи / Ред. А. Кораблев. — Донецк: Точка опоры, 2005. — 108 с.
- Заготова С. Стихи / Ред. А. Кораблев. — Донецк: Точка опоры, 2005. — 72 с.
- Мокин Е. Пересечение местности / Ред. А. Кораблев. — Донецк: Точка опоры, 2005. — 80 с.
- Бессонов П. Весна навсегда / Ред. А. Кораблев. — Донецк: Точка опоры, 2005. — 32 с.
- Меняйло Ю. Времяночи / Ред. А. Кораблев. — Донецк: Точка опоры, 2005. — 108 с.
- Свенцицький П. Путні вірші / Ред. О. Корабльов. — Донецьк: Точка опори, 2006. — 70 с.
- Беринский Л. На путях вавилонских / Ред. А. Кораблев. — Донецк: Точка опоры, 2009. — 249 с.
- Мокин Е. Зимы не надо / Ред. А. Кораблев. — Донецк: Точка опоры, 2009. — 172 с.
- Авцен В. Стихи / Ред. А. Кораблев. — Донецк: Точка опоры, 2010. — 106 с.
- Морозова Е. Под облаками / Ред. А. Кораблев. — Донецк: Точка опоры, 2010. — 140 с.
- Беринский Л. На стропилах эйнсофа / Ред. А. Кораблев. — Донецк: Точка опоры, 2011. — 368 с.
- Донецкий счет: 2011 / Сост. А. Кораблев. — Донецк: Точка опоры, 2011. — 331 с.
- Кораблев А., Хаткина Н. Предисловия. — Донецк: Точка опоры, 2011. — 48 с.
- Надеждин Д. Избранное / сост. А. Надеждин и Л. Беринский; куратор А. Кораблев. — Харьков: Водный спектр Джи-Ем-Пи, 2016. — 243 с.

## Публикации

### Системология целостности
- Принципы диалогической поэтики // Целостность литературного произведения и проблемы его анализа. — Донецк: ДонГУ, 1991. — С.22-31.
- Вхождение в поэтический мир произведения // Пространство и время в литературе и искусстве. — Вып.7. Теоретические проблемы. XIX век: реализм. — Даугавпилс, 1992. — С.27-35.
- О соотносительности культурных парадигм // Культурные парадигмы переходных эпох (Материалы научно-теоретической конференции). — Одесса, 1996. — С.48-50.
- Структура филологического знания // Язык и культура. — Вып.1. — Т.1. Философия языка и культуры. — К., 2000. — С.81-88.
- Поэзия и поэтика // Филологические исследования. — Вып.2. — Донецк, 2000. — С.37-45.
- О некоторых закономерностях литературной эволюции // Античність — Сучасність (питання філології). — Вип.1. — Донецьк: ДонНУ, 2001. — С.34-40.
- Сравнительное литературоведение в структуре филологического знания // Литературоведческий сборник. — Вып.9. — Донецк, 2002. — С.6-13.
- О религиозности и научности филологического знания // Литературоведческий сборник. — Вып.11. — Донецк, 2002. — С.9-27.
- Теоретический смысл понятия «избранник» //Автор как проблема теоретической и исторической поэтики: Сборник научных статей: В 2 ч. /Отв. ред. Т. Е. Автухович. — Минск: РИВШ, 2007. — Ч.1. — С.66-75.
- Филология смерти (Наука как маленькая трагедия) // Языки филологии: теория, история, диалог. — Донецк: Юго-Восток, 2007. — С.19-24.
- Авторское литературоведение // Литература Урала: история и современность: сборник статей / УрО РАН, Ин-т истории и археологии; [ред.: Е. К. Созина, Е. В. Харитонова]. — Екатеринбург: Союз писателей, 2007. — Вып. 3: Материалы III Всероссийской научной конференции «Литература Урала: автор как творческая индивидуальность (национальный и региональный аспекты)», Екатеринбург, 11-13 октября 2007 г. : в 2 т. — Т. 1. — 2007. — С.35-44.
- Автор как человек // Литературоведческий сборник. — Вып.25. — Донецк: ДонНУ, 2006. — С.110-123.
- В поисках автора // Литературоведческий сборник. — Вып.25. — Донецк: ДонНУ, 2006. — С.124-174.
- Онтологические основания поэтической антологии // Авторское книготворчество в поэзии: Материалы Межд. научно-практ. конф. 19-22 марта 2008 г. — Ч.II. — Омск: Сфера, 2008. — С.123-130.
- Авторское литературоведение // Информационный вестник Форума русистов Украины. — Вып. 12. — Симферополь, 2009. — С.109-117.
- Теоретические вопросы жанрологии // Эволюция жанров в литературе Урала (XVII—XX вв.) в контексте общероссийских процессов. — Екатеринбург: Институт истории и археологии УрО РАН, 2010. — 552 с. — С.13-29.
- Региональная жанрология // Эволюция жанров в литературе Урала (XVII—XX вв.) в контексте общероссийских процессов. — Екатеринбург: Институт истории и археологии УрО РАН, 2010. — 552 с. — С.48-61.
- «Введение в литературоведение» Е. Фарыно: опыт концептуального прочтения // «Образ мира, в слове явленный…»: Сборник в честь 70-летия Профессора Ежи Фарыно. — Siedlce, 2011. — С.63-70.

### Филология тайны
- Тайна как категория поэтики // Вісник Донецького університету. — Серія Б. Гуманітарні науки. — Донецьк: ДонДУ, 1999. — № 2. — С.86-89.
- О структуре таинственного: тайна — загадка — секрет // Литературоведческий сборник. — Вып.1. — Донецк: ДонГУ, 1999. — С.11-17.
- Онтология и структура таинственного // Дискурс. — М., 2000. — № 8/9. — С.14-18.
- О целостном мировоззрении // Литературоведческий сборник. — Вып.4. — Донецк, 2000. — С.13-17.
- К уяснению понятия «литературная судьба» (В. М. Гаршин и другие) // Vsevolod Garshin at the turn of the Century: An international symposium in three volumes. — Vol.3. — Oxford, 2000. — P.59-60.
- Кожаный путь // Филологические исследования. — Вып.3. — Донецк: Юго-Восток, 2001. — С.80-87.
- О чем воет ветер: стратегии постижения // Анализ одного стихотворения: «О чем ты воешь, ветр ночной?..» Ф. И. Тютчева. — Тверь, 2001. — С.58-62.
- София и Логос // Архетипические структуры художественного сознания. — Вып.3. — Екатеринбург: Изд-во Уральского ун-та, 2002. — С.216-219. (Соавтор — Кобринский Д. Ю.).
- О языке и молчании // Актуальні проблеми філології: мовознавство, літературознавство, методика викладання філологічних дисциплін. — Маріуполь, 2009. — С.256-260.
- К чему обязывает «служба понимания» // Поэтика и риторика диалога: сб. науч. ст. (к 60-летию проф. Т. Е. Автухович). — Гродно: ГрГУ им. Я. Купалы, 2011. — С.18-24.
- Мистическое как предмет филологического знания // Питання літературознавства. — Вип.84. — Чернівці, 2011. — С.38-45.
- «Від екзальтації до роздратування»: що повинна сказати про містику філологія? // Поетика містичного. — Чернівці: Чернівецький нац. ун-т, 2011. — С.302-311.
- Тайна как категория поэтики // Гуманітарний вісник. — Вип.1. — Горлівка: Вид-во ГДПІІМ, 2009. — С.104-110.
- Архитектоника целостного мировоззрения: вопросы филологии // К «Оправданию филологии», или Вариации на тему общего дела. — Донецк, 2011. — С.118-125.
- Дом и бездомность в русской литературе (Пушкин — Гоголь — Булгаков) // Дом-музей писателя: история и современность. Одиннадцатые Гоголевские чтения. — Новосибирск: Новосибирский изд. дом, 2011. — С.183-190.
- Логос и логика филологического высказывания // Symbolika form artystycznych w europejskiej tradycji kulturowej: zrólla, unkcje, aktualizacja i redukcja. Colloquia litteraria sedlcensia. Studia minora. Vol. V. Siedlce, 2012. — S. 11-14.
- Оправдание смысла // Литературоведческий сборник. — Донецк, 2012. Вып.49-50. — С.63-75.
- Смысл как потребность // Наукові записки. — Вип. 114. — Серія: Філологічні науки. — Кіровоград: РВВ КДПУ ім. В. Винниченка, 2013. — С.146-153.
- Оправдание смысла (тезисы к размышлению) // Онтология и поэтика: Теоретические и аналитические аспекты: К 75-летию М. М. Гиршмана. — Siedlce, 2015. — С.367-382.
- Теоретические аспекты литературной криптографии // Литературоведческий сборник. — Вып. 55-56: Актуальные проблемы филологии: материалы международной научной конференции, г. Донецк, 24 мая 2016. — Донецк: ДонНУ, 2016. — С.23-27.
- Филология жизни и органика обновления // Philologia. — Vol. XXVI. — N°2. — Bratislava: Univerzita Komenskeho v Bratislave (2016). — С.17-26.

### Языки поэзии
- Звезда и крест Серебряного века // Возвращенные имена русской литературы: Аспекты поэтики, эстетики, философии. — Самара, 1994. — С.104-113.
- О поэтическом мерцании // Мова і культура. — Вип.5. — Т.4. Мова і художня творчість. — К.: Видавничий Дім Дмитра Бураго, 2002. — С.194-199.
- Место первого поэта (К вопросу о поэтическом самодержавии) // Блок и русская литература. — Харьков, 2010. — С.12-20.
- Речь языка // Русская поэтическая речь — 2016. Аналитика: тестирование вслепую. — Челябинск: Издательство Марины Волковой, 2017. — С.6-37.

### Донецкая филологическая школа
- Филология общего дела В. В. Федорова // Вестник МЭГИ. Серия: Гуманитарные науки. — 1996. — № 1. — С.103-111.
- Теория целостности М. М. Гиршмана // Литературное произведение: слово и бытие. — Донецк, 1997. — С.9-21.
- Научная конференция как текст // Литературный текст: проблемы и методы исследования. Вып.5. «Свое» и «чужое» слово в художественном тексте. — Тверь, 1999. — С.170-176.
- Донецкая филологическая школа в контексте современного литературоведения // Литературоведческий сборник. — Вып.3. — Донецк, 2000. — С.4-13.
- О поэтической изобразительности и эстетической целесообразности // Литературоведческий сборник. — Вып.10. — Донецк, 2002. — С.168-181.
- Между Сциллой и Харибдой // Литературоведческий сборник. — Вып.23-24. — Донецк: ДонНУ, 2005. — С.213-217.
- Донецкая филологическая идея // Литературоведческий сборник. — Вып.28. — Донецк: ДонНУ, 2006. — С.102-111.
- Донецкий контекст Ивана Дзюбы // Феномен Івана Дзюби. — К.: Видавничий дім «Києво-Могилянська академія», 2007. — С.130-133.
- Теория литературы Донецкой филологической школы // [Современная славянская теория литературы и сравнительная поэтика: новое пространство, новые темы, новые методы. — Пекин, 2012]. — С.73-82. [На рус. и кит. яз.]
- Терминология Донецкой филологической школы // Colloquia litteraria sedlcensia. — Т.XV. Историко-филологические исследования: традиции и современные тенденции. — Siedlce, 2014. — S.15-26.
- «Путь к объективности» М. М. Гиршмана как научная одиссея // Профессия: литератор. Год рождения: 1937: Коллективная монография. — Елец: Елецкий государственный университет имени И. А. Бунина, 2017. — С.155-163.
- Уральская поэтическая шкала (УПШ vs ДФШ) // 45-я параллель. — № 3 (423) от 21.I.2018. URL: https://45parallel.net/uralskaya_poeticheskaya_shkala

### Эзотерическая школа Михаила Булгакова
- Проблема интерпретации в «Мастере и Маргарите» М. А. Булгакова // Целостность литературного произведения и проблемы его анализа. — Донецк, 1983. — С.122-134. Рук. деп. в ИНИОН АН СССР № 16334 от 19.04.84.
- Ученичество как принцип художественного восприятия: Роман М. Булгакова «Мастер и Маргарита» и современное литературоведение" // Целостность литературного произведения и проблемы его анализа. — Донецк, 1985. — С.151-161. Рук. деп. в ИНИОН АН СССР № 23745 от 16.01.86.
- Художественное время в романе М. Булгакова «Мастер и Маргарита» // Вопросы русской литературы. — 1987. — № 2 (50). — С.8-14.
- Время и вечность в «Мастере и Маргарите» М. Булгакова // Художественная традиция в историко-литературном процессе. — Л., 1988. — С.92-99.
- Время и вечность в пьесах Булгакова // М. А. Булгаков-драматург и художественная культура его времени. — М., 1988. — С.39-56.
- Булгаков и литературоведение (точки соприкосновения) // Литературные традиции в поэтике Михаила Булгакова. — Куйбышев, 1990. — С.6-15.
- Мотив «дома» в творчестве М. Булгакова и традиции русской классической литературы // Классика и современность. — М., 1991. — С.239-247.
- Принцип ученичества и «книги итогов» // Эстетический дискурс. Семио-эстетические исследования в области литературы. — Новосибирск, 1991. — C.43-51.
- Хорошо продуманное пророчество // Лепта. — М., 1991. — № 5. — С.165-170.
- Тайнодействие в «Мастере и Маргарите» // Вопросы литературы. — М., 1991. — № 5. — С.35-54.
- Миссия Михаила Булгакова (Телеология авторства) // Творчество Михаила Булгакова: К столетию со дня рождения. — Киев, 1992. — С.3-8.
- М.Бахтин и М.Булгаков: диалог // The Newsletter of the Mikhail Bulgakov Society. 1997, № 3. — P.30-35.
- Консультации профессора Воланда // Филологические записки. Вестник литературоведения и языкознания. Вып.8. — Воронеж, 1997. — С.31-41.
- Игра эпиграфов в романах М. Булгакова // Русская филология. Украинский вестник. — Харьков, 1997. — № 1-2. — С.37-41.
- Произведение как школа читательского восприятия. Уроки Мастера // Слово и мысль: Вестник Донецкого отделения Петровской Академии Наук и Искусств. Гуманитарные науки. — Вып.1. — Донецк: ДонГУ, 1999. — С.12-23.
- Откровенное и сокровенное в романе «Мастер и Маргарита» // Литературоведческий сборник. — Вып.5/6. — Донецк, 2001. — С.42-51.
- В белых брюках и красной ковбойке (опыт ассоциативного анализа) // Слово и мысль: Вестник Донецкого отделения Петровской Академии Наук и Искусств. Гуманитарные науки. — Вып.2. — Донецк: ДонНУ, 2001. — С.23-31.
- Тайнодействие в «Записках юного врача» // Литературоведческий сборник. — Вып.7/8. — Донецк, 2001. — С.251-263.
- Булгаков и Шкловский: две теории литературы // Филологические исследования. — Вып.6. — Донецк: Юго-Восток, 2004. — С.154-160.
- Что такое истина? (Ответ Иешуа Га-Ноцри) // Булгаковский сборник V. — Таллин, 2008. — С.124-132.
- Бездомный, бездомные и бездомность в «Мастере и Маргарите» // Коды русской классики: «Дом», «домашнее» как смысл, ценность и код. Материалы III Международной научно-практической конференции, посвященной 90-летию со дня основания и 40-летию со дня возрождения первого классического Самарского государственного университета в Самарском крае (19-20 ноября 2009 года): В 2 ч. — Самара: Издательство «СНЦ РАН», 2010. — Ч.2. — С.55-60.
- М. Бахтин и М. Булгаков: диалог // Филологические исследования. Проблемы бахтинологии — 3. — Вып. 9. — Донецк, 2007. — С.140-150.
- Мистерия власти в «Мастере и Маргарите» // Михаил Булгаков в потоке российской истории XX—XXI вв.: Материалы Первых ежегодных чтений, приуроченных к Дню Ангела писателя (Москва, ноябрь 2010 г.). — М.: ART-менеджер, 2011. — С.109-125.
- Михаил Булгаков как мистический писатель (к вопросу об авторском самоопределении) // Михаил Булгаков, его время и мы: Коллективная монография под редакцией Гжегоша Пшебинды и Януша Свежего. — Краков, 2012. — С.27-41.
- Рукописи из частной коллекции Воланда (опыт атрибуции) // Михаил Булгаков в потоке российской истории XX—XXI вв. — М., 2012. — С.98-118.
- Смерть на Патриарших: Заметки об особенностях аргументации в «Мастере и Маргарите» // Михаил Булгаков в потоке российской истории XX—XXI вв.: Материалы Четвертых Международных научных чтений, приуроченных к дню ангела писателя (Москва, ноябрь 2013 г.). — М., 2015. — С.30-60.
- Маргарита и критики (К вопросу о рецептивной установке в романе М. А. Булгакова «Мастер и Маргарита» // Поэтика художественного текста: Материалы IV Международной заочной научной конференции. — Борисоглебск, 2015. — С.137-141.
- Апология любви в «Мастере и Маргарите» // Михаил Булгаков в потоке российской истории XX—XXI вв.: Материалы Шестых Международных научных чтений, приуроченных к дню ангела писателя (Москва, ноябрь 2015 г.). — М., 2016. — С.68-79.
- Две Маргариты (об интертекстуальных проекциях в романе М. М. Булгакова «Мастер и Маргарита») // Античность — Современность (вопросы филологии). — Вып.5. — Донецк: ДонНУ, 2017. — С.42-49.
- «Мастер и Маргарита» как роман-путь // Михаил Булгаков и славянская культура / Отв. ред. Е. А. Яблоков. — М.: Совпадение, 2017. — С.98-114.
- Криптография в «Мастере и Маргарите»: толстяк и королева (опыт прочтения // Михаил Булгаков в потоке российской истории XX—XXI веков: Материалы Восьмых Международных научных чтений, приуроченных к дню ангела писателя (Москва, ноябрь 2017 г.) / Музей М. А. Булгакова. — М., 2018. — С.64-85.

### Лестница Гоголя
- Гоголь и магический круг литературы (арабески) // Н. В. Гоголь и его литературное окружение. Восьмые Гоголевские чтения. — М., 2008. — С.279-288.
- Криптография «Мертвых душ» // Радуга. — Киев, 2009. — № 8. — С.103-131.
- Криптография «Мертвых душ» // Радуга. — Киев, 2009. — № 9. — С.131-147.
- Криптография «Мертвых душ» // Радуга. — Киев, 2009. — № 10. — С.115-140.
- Миссия Гоголя // Матеріали Пленарного засідання наукової конференції професорсько-викладацького складу, наукових співробітників і аспірантів Донецького національного університету за підсумками науково-дослідної роботи за період 2007—2008 рр. — Донецьк, 2009. — С.72-75.
- История литературы в «Мертвых душах»: портреты и оригиналы // Н. В. Гоголь и русская литература: К 200-летию со дня рождения великого писателя. Девятые Гоголевские чтения. — М., 2010. — С.239-247.
- Криптография капитана Копейкина // Времена и духовность. Сборник в честь 70-летия академика НАН РК С. А. Каскабасова. — Алматы: Арда, 2010. — С.180-186.
- Криптография в «Мёртвых душах»: масонский подтекст // N.V. Gogol: Bytí díla v prostoru a čase (studie o živém dědictví). — Litteraria Humanitas. — XV. — Brno, 2010. — S.139-148.
- Лестница Гоголя: ступени и наставления // Икона в русской словесности и культуре. — М.: Паломник, 2012. — С.432-454.
- «Книги итогов» Гоголя и Достоевского: структура, герменевтика, теургия // III Международный симпозиум «Русская словесность в мировом культурном контексте»: Избранные доклады и тезисы. — М.: Фонд Достоевского, 2012. — С.192-199.
- Системология фольклорных и физиогномических аллюзий в «Мертвых душах» // Гоголь и традиционная славянская культура. Двенадцатые Гоголевские чтения. — Новосибирск: Новосибирский изд. дом, 2012. — С.148-157.
- Литературный контекст 1840-х годов в подтексте «Мертвых душ»: Тентетников и его окружение — возможные прообразы и прототипы // Творчество Гоголя и русская общественная мысль. XIII Гоголевские чтения. — Новосибирск: Новосибирский изд. дом, 2013. — С.231-240.
- Криптография «Мертвых душ» (Тайнопись второго тома) // IV Международный симпозиум «Русская словесность в мировом культурном контексте»: Избранные доклады и тезисы. / Под общ. ред. И. Л. Волгина. — М.: Фонд Достоевского, 2014. — С.617-618.
- Дантовские аллюзии в «Мертвых душах» (опыт криптологического прочтения) // Творчество Гоголя в диалоге культур. Четырнадцатые Гоголевские чтения. — Новосибирск: Новосибирский изд. дом, 2015. — С.151-156.

### Ars poetica Пушкина
- Пушкин — теоретик литературы // А. С. Пушкин: филологические и культурологические проблемы изучения. — Донецк: ДонГУ, 1998. — С.10-12.
- О теоретической транскрипции стихотворений А. С. Пушкина // Актуальные проблемы современного пушкиноведения. Материалы международной научной конференции, посвященной 200-летию со дня рождения А. С. Пушкина 17-18 мая 1999 г. — Харьков, 1999. — С.23-25.
- Ars poetica А. С. Пушкина: Учебное пособие. — Донецк: ДонНУ, 2007. — 48 с.
- По когтям льва (криптография сказки «Конек-Горбунок») // Collegium. — К., 2016. — № 25. — С.369-383.
- «И стрелою полетел…» (литературное ристалище в сказке «Конек-горбунок» // Филологические исследования. — Вып. 15. — Киев: Издательский дом Дмитрия Бураго, 2016. — С.24-41.
- Маленькая трагедия А. С. Пушкина «Моцарт и Сальери»: опыт научно-художественной интерпретации // Современное есениноведение. — Рязань, 2018. — № 3 (46). — С.52-61.

### Геопоэтика
- Топосы чеховской геопоэтики: Таганрог и Святые горы // Литературоведческий сборник. — Вып. 43-44. — Донецк, 2010. — С.167-174.
- Топонимика донецких литературных журналов // Журналистика в 2014 году: СМИ как фактор общественного диалога. — М., 2015. — С.411-412.
- Филология земли: принципы и перспективы геопоэтики // Литературоведческий сборник. — Вып. 53-54: Актуальные проблемы филологии: материалы международной научной конференции, г. Донецк, 14-15 мая 2015. — Донецк: ДонНУ, 2015. — С.20-30.
- К вопросу о движении и продвижении понятия «геопоэтика» // Филологические исследования: Сборник научный работ. — Вып.14. — К.: Издательский дом Дмитрия Бураго, 2015. — С.297-304.
- Филология путешествия // Культура в фокусе научных парадигм: материалы IV Международной научно-практической конференции (Донецк, 6-7 апреля 2016 г.). — Донецк: ДонНУ, 2016. — С.136-139.

### Донецкая литературная школа
- В святилище Енака // Осадчук Н., Пимонов В., Маслакова С. 99 стихотворений. — Донецк: Кассиопея, 1999. — 126 с.
- Мироносица // Заготова С.. С миром по миру. — Донецк: Кассиопея, 1999. — 100 с.
- У окна // Медовников С. Вечерний разговор. — Донецк: Кассиопея, 2000. — 76 с.
- Крысолов // Максименко А. Песни Крысолова. — Донецк: Б.п., 2000. — 12 с.
- О стихах Аллы Стратулат // Родомысл. — Вып. 1. — 2000. — С.11.
- Незаметки о непрозе Николая Осадчука // Осадчук Н. Старая живопись. — Донецк: Кассиопея, 2002. — С.4-5.
- Время выбирать времена // Савенков А. Скудное время. — Донецк: Точка опоры, 2003.
- У Лукоморья // Борисов И. Смена времен. — Донецк: Точка опоры, 2003.
- Нечто о ничто // Дикое поле. — Вып. 4. — 2003. — С.88.
- Там на белой-белой сцене… // Хаткина Н. Стихи. — Донецк: Точка опоры, 2004.
- Искусство быть // Гефтер В. Колея. — Донецк: Точка опоры, 2004.
- Монастырская дорога // Трибушный Д. Под другим дождем. — Одесса: Роксолана, 2004. — С.3-4.
- [Предисловие] //Меняйло Ю. Времяночи. — Донецк: Точка опоры, 2005.
- Между жизнью и судьбой // Дикое поле. — Вып. 10. — 2006. — С.32.
- Странник // Дикое поле. — Вып. 11. — 2007/2008. — С.91-92.
- Остановка в степи // Беринский Л. На путях вавилонских. — Донецк: Точка опоры, 2009.
- Хаткина. Из 80-х // Каштановый дом: литературный альманах. — Вып. 5. — К.: Байда, 2009. — С.116.
- Между жизнью и судьбой: Круги и возвращения Натальи Хаткиной // Хаткина Н. Стихи и поэмы. — Донецк, 2013. — С.5-24.
- Кардиограмма // Ревякина А. Сердце. — Донецк: Норд-Пресс, 2011. — С.3-4.
- Судьба, спрессованная в строки // Ляхов В. Беседы в одиночку. — Донецк: Донбасс, 2014. — С.5-6.
- [Предисловие] // Куралех С. С., Авцен В. М. …пусть думает река (Соло на двоих). — Донецк: Ноулидж, 2015. — С.3-6.

### Филологическая публицистика
- Неубитые поэты // Зеркальная струя. — Харьков, 1992. — № 2. — С.4.
- Риторика и мифопоэтика украинской революции (подступы к теме) // Информационный вестник Форума русистов Украины. — Вып.10. — Симферополь, 2005. — С.39-44.
- Статус родного языка // Русский язык, литература, культура в школе и вузе. — К., 2006. — № 1(7). — С.58-61.
- Школа украинской демократии: экзамен по русскому языку // Информационный бюллетень УАПРЯЛ. — Вып.15. — К., 2006. — С.43-47.
- О целостном мировоззрении // Радуга. — К., 2007. — № 3. — С.147-154.
- Между культурой и цивилизацией // Пилигрим. — Вып.2. — Кёльн-Кассель, 2007. — С.224-226.
- Славянская идея: восточная, западная и южная версии // Пилигрим. — Вып.2. — Кёльн-Кассель, 2007. — С.227-234.
- Те, что у края // Дружба народов. — М., 2008. — № 7. — С.180-195.
- Те, что у зеркала // Дружба народов. — М., 2009. — № 7. — С.
- Steppe und Halden — die Kulturlandschaft des Donbass // Wostok. — Berlin, 2009. — Nr.2-3, Sommer. — S.91-95.
- Статус родного языка // Богатство духовного мира восточных славян и его воплощение в словесно-художественном творчестве. — Луганск, 2012. — С.71-76.
- Русские нерусские // Дружба Народов. — 2012. — № 1.
- Европейские ценности и славянский союз: Досужие соображения о будущем наших языков // Дружба народов. — М., 2013. — № 5.
- Те, что у края // Народы перед зеркалом. — М.: Редакция журнала «Дружба народов»; Культурная революция, 2014. — С.119-147.

## Кураторская деятельность

### Организация литературных обществ
- «Логос» (Горловка, 1983—1991). Авторы: Александр Хасин, Сергей Сидоров, Игорь Добрянский, Виктор Подать (Валентин Дань) и др.
- «Сквозняк» (Горловка, 1995—1996). Авторы: Ольга Колесникова, Саша Дегтярев (Протяг), Елена Васильева (Климова) и др.
- Вольное филологическое общество / «Кораблевник» (Донецк, с 1992).

### Организация литературных и филологических фестивалей
- Зодиакальные паранаучные чтения (с 2007).
- «Cambala» (Донецк, 2010, 2011, 2012) — совместно с Вадимом Гефтером и Ириной Черниченко. Гран-при: Евгения Бильченко (2010), Екатерина Сокрута (2011), Анна Грувер (2012).
- Донецкие чтения (2013) — совместно с Игорем Гранкиным и Сергеем Шаталовым.

## Литературное творчество

### Филологическая проза
- Мастер: Астральный роман. Необыкновенная история чернокнижника Михаила Булгакова. Тексты. Документы. Истолкования. Эзотерическая информация. — Часть I. — Донецк, 1996. — 216 с.; Часть II. — Донецк, 1997. — 236 с.; Часть III. — Донецк, 1997. — 228 с.
- Темные воды «Тихого Дона»: Маленькая эпопея. — Донецк, 1998. — 184 с.
- Смерть поэта [фрагмент] // Аватар. — 2000. — № 3. — С.6-9.

### Поэзия
- [Стихи] // Антология современной русской поэзии Украины. — Т.1. — Харьков: Крок, 1998. — С.101-104.
- [Стихи] // Киевская Русь : Современная русская поэзия Украины. Антология / сост. : Ю. Каплан и О. Бешенковская. — Гельзенкирхен : Edita Gelsen, 2003.
- «Эта рука лишь повод быть в узде…» // Русский Stil-2008: Литературный альманах современных русских авторов. — Штутгарт : TST-Consulting, 2008. — С. 10.
- [Стихи] // Крещатик. — 2002. — № 3 (17). — С.202-204.
- [Стихи] // The Epoch Times. — 2013-10-19.

## Некоторые интервью
- «L’identità culturale delle ‘terre selvagge’ del Donbas»: Intervista per Marco Puleri (Puleri M. Narrazioni ibride post-sovietiche: Per una letteratura ucraina di lingua russa. — Firenze, 2015.
- «Журнал составляется сам»: Интервью Елене Зейферт для "Литературной газеты (2010, № 5 (6260); 10-02-2010): http://lgz.ru/article/N5--6260---2010-02-10-/Zhurnal-sostavlyaеtsya-sam11675/
- «В провинции жить можно»: Интервью Игорю Сиду для «Русского журнала» (2013, 26.04.13): http://www.russ.ru/Mirovaya-povestka/V-provincii-zhit-mozhno
- «Русская революция versus русское литературоведение»: ответы для журнала «Миргород» [[[Лозанна]]-Седльце] (2017, n. 1, с.12, 20, 28-29).

## Сетевые ресурсы
- Интеллектуально-художественный журнал «Дикое поле. Донецкий проект»: http://www.dikoepole.org
- Донецкая филологическая школа: https://web.archive.org/web/20190127035847/http://holos.org.ru/
- Кораблевник: Театр Вольного филологического общества: http://korablevnik.org.ru
- Аккаунт в Фейсбуке: https://www.facebook.com/dikoepole
- Аккаунт в Контакте: https://vk.com/id39645755
- Аккаунт в ЖЖ: https://n-a-v-i-s.livejournal.com
- Новая литературная карта России: http://www.litkarta.ru/ukraine/donetsk/persons/korablev-a/